# Urogymnus polylepis
Urogymnus polylepis је рушљориба из надреда ража (Batoidea).

## Распрострањење
Ареал врсте покрива средњи број држава.
Врста има станиште у Тајланду, Лаосу, Вијетнаму, Индији, Индонезији (Калимантан), Малезији (Саравак и Сабах) и Камбоџи.
У Бангладешу, Бурми, на индонежанском острву Јава, и индијским државама Бихар, Џарканд, Утар Прадеш и Западни Бенгал, није поуздано потврђено присуство врсте.

## Станиште
Станишта врсте су речни екосистеми и слатководна подручја, као и приобална морска подручја.

## Угроженост
Ова врста се сматра рањивом у погледу угрожености врсте од изумирања.